# Ahmad al-Absawi
Ahmad Muhammad Mahmud al-Absawi (arab. أحمد محمد محمود العبساوي; ur. 9 lutego 1985) – egipski zapaśnik walczący w stylu wolnym. Piąty na igrzyskach afrykańskich w 2007. Mistrz Afryki w 2007 i 2009. Siódmy na igrzyskach śródziemnomorskich w 2009. Brązowy medalista mistrzostw arabskich w 2007 roku.